# Corythomantis greeningi
Espèce
Synonymes
- Corythomantis schubarti Miranda-Ribeiro, 1937

Statut de conservation UICN

 LC  : Préoccupation mineure
Corythomantis greeningi est une espèce d'amphibiens de la famille des Hylidae.

## Répartition
Cette espèce est endémique du Brésil. Elle se rencontre dans les États du Nordeste et dans le nord du Minas Gerais,.

## Étymologie
Cette espèce est nommée en l'honneur de Linnaeus Greening (1855-1927).

## Publication originale
- Boulenger, 1896 : Descriptions of new Batrachians in the British Museum. The Annals and Magazine of Natural History, sér. 6, vol. 17, no 101, p. 401-406 (texte intégral).